# Podopinae
Podopinae (лат.) — подсемейство полужесткокрылых насекомых из семейства настоящих щитников.

## Описание
Усики состоят из 4 или 5 члеников. Щиток крупный, прикрывает все брюшко и достигает или почти достигает его вершины. Лапки трёхчлениковые.

## Экология
Питаются семенами. Зимуют на стадии имаго.

## Классификаиция
В мировой фауне 64 рода и 255 видов. Близкими подсемействами являются Pentatominae и Asopinae. Разные авторы внутри подсемейства выделяют от 2 до 5 триб, в том числе:
- Graphosomatini Muslant & Rey, 1865
  - Ancyrosoma Amyot & Serville, 1843
  - Asaroticus Jakovlev, 1884
  - Crypsinus Dohrn, 1860
  - Derula Mulsant & Rey, 1856
  - Graphosoma Laporte, 1833
  - Leprosoma Baerensprung, 1859
  - Putonia Stål, 1872
  - Sternodontus Mulsant & Rey, 1856
  - Tholagmus Stål, 1860
  - Ventocoris Hahn, 1834
  - Vilpianus Stål, 1860
- Podopini Amyot & Serville, 1843
  - Amaurochrous Stål, 1872
  - Dybowskyia Jakovlev, 1876
  - Podops Laporte, 1833
  - Scotinophara Stål, 1867
  - Tarisa Amyot & Serville, 1843